# Константин Маковски
Вижте пояснителната страница за други личности с името Маковски.
Константин Егорович Маковски (на руски: Константи́н Его́рович Мако́вский) е известен руски художник от втората половина на 19 век, портретист. Известен е най-вече с историческите си картини, пресъздаващи батални сцени от историята. Представител на романтизма и академизма, член на Императорската художествена академия.

## Биография
Роден е на 20 юни 1839 г. в Москва. Константин е най-възрастният син в семейството на руския счетоводител и любител-художник – Егор Иванович Маковски. Егор Маковски е основател на „натуралистичен клас“ художествена школа, която по-късно става известна като Московско училище за живопис, скулптура и архитектура. Сред семейните приятели са Карл Брюлов и Василий Тропинин. Всички деца на Егор Иванович са известни художници и освен Константин, това са Александра, Николай и Владимир. Това предопределя и насочването на Константин към изящното изкуство.
През 1851 година Константин Маковски постъпва в Московското училище по живопис, скулптура и архитектура. Негови учители са Михаил Скоти, Аполон Мокрицки, Сергей Зарянко, всички те ученици на Карл Брюлов. През 1858 година постъпва в Императорската художествена академия в Санкт Петербург. От 1860 участва в изложби на Академията с картините „Изцеление на слепите“ (1860) и „Агенти на Лъжедимитри убиват Борис Годунов“ (1862). През 1863 година Константин Маковски, заедно с 13 други ученици, е избран да участва в конкурса за златен медал на Академията. По-късно художникът се присъединява към кръга хора на изкуството около Иван Крамской. През 1870 става член-учредител на „Асоциация на пътуващите изложби“, известна като Передвижници, продължавайки да рисува картини, посветени на всекидневния живот. Той експонира свои работи на изложения на Академията и по пътуващите изложби.
Значителна промяна в светоусещането и стила му настъпва след пътуване до Египет и Балканите в средата на 1870, след което интересите му към социалните и психологическите теми акцентират на естетиката.
От 1880 година Константин Маковски е художник на авторски портрети и исторически картини. На Световното изложение в Париж през 1889 година получава златен медал за своята картините си „Смъртта на Иван Грозни“, „Съдът на Париж“ и „Демонът и Тамара“. Превръща се в един от най-високо ценените руски художници на своето време. Някои критици го определят даже като предвестник на руския импресионизъм.
През 1915 година умира в резултат от нещастен случай-произшествие (удар от трамвай) в Санкт Петербург.
Синът на Маковски – Сергей Константинович Маковски – е известен руски културтрегер, арт критик и издател на списание „Аполон“.

## Галерия
- Портрет на децата на художника. (1882)
- Агентите на Лъжедимтри убиват Фьодор Годунов (1862)
- Портрет на императрица Мария Фьодоровна, съпруга на Александър III
- Деца бягащи от буря (1872)
- Портрет на Мария Михайловна Болконска
- Болярка
- Семеен портрет на Волкови
- Сватбено тържество в болярско семейство през XVII век (1883)
- Минин на площада на Нижни Новгород, призоваващ народа към саможертва (1896)
- Портрет на лейбгвардейския поручик на Хусарския полк, графа Г.А. Бобрински, 1879 г. (Музей на Гвардията, Санкт-Петербург)
- Портрет на граф Николай Николаевич Муравиев-Амурски, генерал-губернатор на Източен Сибир, 1863, Иркутски областен художествен музей
- Глава – портрет на Ю.П.Маковска от 90-те години на 19. век.
- Гадание